# NGC 1338
NGC 1338 (również PGC 12956) – galaktyka spiralna (Sb), znajdująca się w gwiazdozbiorze Erydanu. Odkrył ją Édouard Jean-Marie Stephan 15 grudnia 1884 roku.